# Веббер (Канзас)
Веббер (англ. Webber) — місто (англ. city) в США, в окрузі Джуелл штату Канзас. Населення — 30 осіб (2020).

## Географія
Веббер розташований за координатами 39°56′4″ пн. ш. 98°2′7″ зх. д. / 39.93444° пн. ш. 98.03528° зх. д. (39.934420, -98.035151).  За даними Бюро перепису населення США в 2010 році місто мало площу 0,28 км², уся площа — суходіл. В 2017 році площа становила 0,30 км², уся площа — суходіл.

## Демографія
Згідно з переписом 2010 року, у місті мешкало 25 осіб у 13 домогосподарствах у складі 8 родин. Густота населення становила 88 осіб/км².  Було 27 помешкань (95/км²).
Расовий склад населення:
| - 100,0 % — білих |

До двох чи більше рас належало 0,0 %. Частка іспаномовних становила 0,0 % від усіх жителів.
За віковим діапазоном населення розподілялося таким чином: 4,0 % — особи молодші 18 років, 60,0 % — особи у віці 18—64 років, 36,0 % — особи у віці 65 років та старші. Медіана віку мешканця становила 58,8 року. На 100 осіб жіночої статі у місті припадало 212,5 чоловіків;  на 100 жінок у віці від 18 років та старших — 200,0 чоловіків також старших 18 років.
Середній дохід на одне домашнє господарство  становив 28 430 доларів США (медіана — 31 250), а середній дохід на одну сім'ю — 36 880 доларів (медіана — 38 750). 
Цивільне працевлаштоване населення становило 6 осіб. Основні галузі зайнятості: освіта, охорона здоров'я та соціальна допомога — 33,3 %, сільське господарство, лісництво, риболовля — 33,3 %, виробництво — 16,7 %, мистецтво, розваги та відпочинок — 16,7 %.